# Saint-Léger-de-Fougeret
Saint-Léger-de-Fougeret é uma comuna francesa na região administrativa de Borgonha-Franco-Condado, no departamento Nièvre. Estende-se por uma área de 31,11 km². Em 2010 a comuna tinha 365 habitantes (densidade: 11,7 hab./km²).